# Cueva de Ambrosio
El Monumento natural Cueva de Ambrosio es un Monumento Natural ubicado en la Provincia de Almería. Este yacimiento arqueológico se sitúa en el extremo norte del municipio almeriense de Vélez-Blanco, y está dentro de la categoría de los Monumentos Naturales de Andalucía. Protege el entorno de la cueva de Ambrosio, un abrigo de 39 m de amplitud, 18 m de altura y 17 m de profundidad máxima, en el que se han encontrado restos del Paleolítico. Se abre a un cantil de casi 100 m de altura orientado este-oeste sobre el arroyo del Moral y formado por calizas del burdigaliense superior-langhiense inferior. Se trata de uno de los yacimientos paleolíticos más importantes del sureste ibérico gracias a su amplia estratigrafía, en la que se documenta desde los niveles del Paleolítico superior, periodo solutrense, hasta la prehistoria reciente, pasando por los niveles epipaleolíticos y neolíticos. Destaca la interesante secuencia cultural perteneciente al Paleolítico superior y Epipaleolítico.
El abrigo es Patrimonio de la Humanidad desde la declaración de 1998 como parte del conjunto Arte rupestre del arco mediterráneo de la península ibérica (ref. 874-069).

## Descripción
Su situación geográfica es de gran importancia, dada su posición intermedia entre Levante y Andalucía, presentando además la ventaja de estar situada en una encrucijada de vías de penetración o pasos naturales: los llanos que unen Caravaca de la Cruz con la Puebla de Don Fadrique y la rambla de Chirivel, que desde Puerto Lumbreras llega hasta la depresión de Guadix-Baza.
Conocido desde principios del siglo XX y ampliamente investigado como yacimiento arqueológico durante numerosas campañas, no ha sido hasta los años 1990 cuando se ha descubierto su arte parietal. En los últimos años se han descubierto importantes grabados y pinturas rupestres paleolíticos. En 1992 se produjo un hallazgo de singular importancia, al encontrarse numerosas manifestaciones artísticas, tanto grabadas como pintadas, que quedan agrupadas en tres paneles: el panel I se sitúa en el área exterior del abrigo, en la misma pared y a 4,50 m del mismo. Está formado por representaciones exclusivamente incisas, hasta un total de cinco figuras (ave fusiforme, figura de équido orientada hacia la derecha, cuya línea cérvico dorsal forma casi un ángulo recto, dos équidos menos definidos que el anterior).
Por su parte, el panel II, situado más hacia el interior, se encontraba oculto por una espesa capa de sedimento intacto y bloques procedentes de excavaciones incontroladas. Se distingue un conjunto de trazos grabados de enorme complejidad, así como dos manchas en rojo. En este panel destaca un espléndido caballo pintado (92 cm por 37 cm, desde las orejas hasta la línea del pecho y 53 cm de anchura desde la grupa hasta el final de la parte trasera). En la cabeza se aprecia una de las orejas y un fragmento de la otra, la quijada con su inflexión que no llega a adquirir totalmente la característica forma de pico de pato. Falta la parte posterior de la pata delantera, la línea del vientre y los cuartos traseros. En el ángulo superior del panel se han identificado dos prótomos grabados de caballos enfrentados, así como otra representación de caballo realizada en un grabado fino. Por último, restos de otras tres cabezas de caballo y algunas manchas en negro. 
El panel III se localiza sobre un soporte bastante alterado de color blanquecino y presenta tres conjuntos pictóricos de escasa representatividad, pues se encuentran muy desvaídos.

## Delimitación
Sus límites son las paredes del abrigo que se abre en dirección este-oeste en su parte Sur sobre el arroyo del Moral, limitando el yacimiento la verja de protección del mismo, situada sobre el escarpe de la pendiente sobre dicho arroyo.